# Ctenosia nephelistis
Ctenosia nephelistis är en fjärilsart som beskrevs av George Francis Hampson 1918. Ctenosia nephelistis ingår i släktet Ctenosia och familjen björnspinnare. Inga underarter finns listade i Catalogue of Life.